# The Bard's Tale: Tales of the Unknown
Tales of the Unknown, plus connu par son sous-titre The Bard's Tale, est un jeu vidéo de type dungeon crawler conçu et programmé par Michael Cranford (en), édité par Interplay Productions en 1985 et distribué par Electronic Arts
Initialement publié sur Apple II, il a également été porté sur Commodore 64, Apple IIgs, ZX Spectrum, Amstrad CPC, Amiga, Atari ST, MS-DOS, Macintosh et Nintendo Entertainment System.
C'est l'un des premiers jeux vidéo inspiré du jeu de rôle Donjons et Dragons. Le jeu était remarquable parmi les autres jeux vidéo de rôle de l'époque pour ses graphismes en simili-3D sans précédent et ses portraits de personnages partiellement animés. Le concept du barde était aussi une innovation : « Le barde était la contribution de l'auteur Michael Cranford au genre, un personnage qui lance des sorts en chantant l'une des six mélodies »
Une version remastérisée intitulée The Bard's Tale Trilogy sort le 14 août 2018 sur Windows, reprenant le jeu original avec les deux suites de la série (The Bard's Tale II: The Destiny Knight et The Bard's Tale III: Thief of Fate), qui bénéficie d'une refonte graphique et d'un gameplay unifié pour ces trois jeux. La trilogie sort sur X-Box One en 2019.

## Synopsis
L'archimage Mangar, un magicien maléfique, a gelé les terres tout autour de la ville de Skara Brae pour empêcher quiconque d'y rentrer ou d'en sortir. La porte de la ville est bloquée par les glaces et toutes les rues sont maintenant infestées de dangereuses créatures maléfiques.
Le joueur, à la tête d'une équipe d'aventuriers, doit vaincre la malédiction de Mangar et mettre un terme à son règne maléfique.

## Système de jeu
Le joueur crée et dirige une équipe d'aventuriers qui peut comprendre jusqu'à six personnages joueurs de diverses classes (guerrier, paladin, barde, assassin, voleur, mage, conjurateur et moine) et de diverses races (humain, nain, elfe, demi-elfe, hobbit, demi-orc et gnome), et leur fait parcourir la ville de Skara Brae et ses donjons infestés de monstres afin d'arriver jusqu'à Mangar.
En chemin, les aventuriers doivent récolter des indices, résoudre des énigmes et acquérir divers objets spéciaux (notamment des clés) afin d'accéder aux cinq donjons de la ville : Wine Cellar (1 niveau) + Sewers (3 niveaux) ; Catacombs (3 niveaux) ; Harkyn's Castle (3 niveaux) ; Kylearan's Tower (1 niveau) pour enfin arriver à la Mangar's Tower (5 niveaux), le donjon final ou se cache Mangar.
Au cours de son exploration de la ville, le joueur doit cartographier sa progression à la main (en dessinant un plan sur une feuille) s'il ne veut pas se perdre, la ville étant composée de nombreuses rues dont les bâtiments se ressemblent tous. Par ailleurs, les donjons sont de vastes dimensions et sur plusieurs niveaux, et sont tous truffés de pièges insidieux (fosses ou mécanismes empoisonnés — qui peuvent être désamorcés —, zones de ténèbres magiques, de téléportation, d'anti-magie, d’absorption de la vie), qui se rajoutent aux nombreux monstres (monstres errants et ceux qui gardent un lieu particulier) de divers types (bêtes, soldats, sorciers et prêtres maléfiques, golems, géants, mort-vivants, démons, dragons, etc.) que l'équipe du joueur aura à faire face.
Les aventuriers combattent les monstres qu'ils rencontrent (gagnant ainsi de l'expérience et montant alors de niveau, ce qui leur permet d'obtenir de nouvelles capacités et pouvoirs), récoltant sur le corps de leurs ennemis (et dans des coffres piégés dans les donjons) de l'or ainsi que des objets dont ils peuvent s'équiper (ou revendre), notamment des armes, armures et divers objets magiques (parfois réservés à une classe en particulier).
Certaines classes ont des pouvoirs spécialisés bien utiles dans les donjons : le barde, accompagné d'un instrument, peut chanter pour accorder des avantages à son groupe ou créer une lumière magique ; le mage (ou conjurateur, qui peut ensuite se spécialiser en sorcier et invocateur) peut augmenter la puissance et la résistance du groupe, lancer de puissants sorts de zone et invoquer des créatures surnaturelles pour les aider ; le voleur peut attaquer ses ennemis à partir des ombres (il peut aussi détecter/désamorcer les pièges et crocheter les coffres) ; l'assassin peut tuer ses ennemis d'un seul coup. Par ailleurs, un barde est quasi obligatoire dans l'équipe, lui seul pouvant effectuer certaines actions pour progresser dans l'aventure.
Démarrant son aventure à l'auberge de la guilde des aventuriers (Adventurer's Guild), l'équipe d'aventuriers du joueur dispose de plusieurs lieux en ville pour se renforcer.
- Pour faire valider la montée en niveaux de ses personnages, le joueur doit mener son équipe chez les sages du Review Board (les sages peuvent également débloquer les niveaux de sorts des magiciens, et leur permettre de se spécialiser dans leur art).
- Les aventuriers peuvent acheter du matériel de base et revendre les objets récoltés sur les monstres à la boutique de Garth (Garth's Equipment Shoppe).
- Les mages de l'équipe peuvent récupérer de la puissance magique (mana) à la boutique de Roscoe.
- Si les personnages sont blessés durant leur quête (ou empoisonnés, maudits, changés en pierre ou ont leur énergie vitale siphonnée par des morts-vivants, voire s'ils meurent), ils peuvent aller se faire soigner et ramener à la vie dans les nombreux temples de la ville.
- Les bardes de l'équipe peuvent retrouver leur habilité au chant en allant boire un verre dans les nombreuses tavernes de la ville, et pourront récolter des informations (comme les autres membres de l'équipe) en discutant avec le tenancier de l'établissement.

Tous ses services nécessitent de l'or en contrepartie, et sont assez couteux (le coût des soins et du déblocage des niveaux de sorts augmentant avec la progression en niveau des aventuriers). Par ailleurs, ces lieux spéciaux ne sont pas indiqués, le joueur devra les trouver par lui-même (tout comme l'entrée secrète des donjons), en explorant la cité de long en large.
Les donjons sont assez périlleux, et si d'aventure le groupe du joueur se fait entièrement anéantir, il est téléporté automatiquement à la guide des aventuriers, perdant cependant toute l’expérience acquise, si ces personnages ne sont pas allés monter de niveaux au Review Board dans l'intervalle.

## Aspects techniques
L'écran principal de l'interface de jeu est divisé en plusieurs parties :
- en haut à gauche, une fenêtre constituée de graphismes simili-3D affiche le monde du jeu (les rues de Skara Brae ou les couloirs des divers donjons, voire les habitations quand le joueur rentre à l'intérieur). Cette fenêtre affiche aussi les images semi-animées des membres de l'équipe (quand on clique sur son nom) et celles des monstres rencontrés, voire de certains lieux et événement spéciaux (statues, bouches magiques, personnages non joueurs importants, etc.).
- en haut à droite, une autre fenêtre affiche une zone de texte (qui défile automatiquement) décrivant les actions du groupe du joueur (quand il se déplace, entre dans des battisses ou les donjons de la ville, quand il rencontre des ennemis et les combat, les objets qu'il récolte, voire certaines informations relatives à l'histoire du jeu).
- entre ces deux fenêtres[d], se trouve une colonne vide où peut apparaitre diverses icônes indiquant les effets magiques de longue durée qui sont actifs sur le groupe (protection magique, compas magique pour se repérer, lumière normale ou magique pour voir dans l'obscurité, tapis volant pour voler au dessus des zones piégées et vision magique améliorée pour détecter les pièges et les zones spéciales — par exemple les zones de ténèbres magiques ou de téléportation).
- dans l'autre moitié de l'écran (en bas et dans toute sa largeur), se trouve une liste des personnages avec leur principales caractéristiques (le nom, la classe d'armure, les points de vie maximum et ceux en cours, les points de magie et la classe de personnage),

En cliquant sur le nom des personnages, le joueur accède à un sous-menu (dans la fenêtre en haut à droite) qui affiche les caractéristiques de chaque personnage (le nom, la race, la classe, les scores en force, dextérité, chance, intelligence et constitution, le niveau, les points de sorts, les points d'expérience et l'or possédé), puis un autre sous-menu montrant l'équipement du personnage (avec des options pour équiper / déséquiper un objet, le jeter ou le donner à un autre membre de l'équipe). Une ligne montre les niveaux de sorts maximum des mages.
La liste des personnages est modifiable, les membres de l'équipe pouvant changer de place (seuls les trois premiers peuvent attaquer en mêlée lors des combats, ceux se trouvant derrière devant utiliser des projectiles, des sorts, ou une corne magique pour le barde). Il existe un emplacement réservé à un membre extérieur du groupe (monstre qui rejoint l'équipe, ou bien qui est invoqué grâce à un sort ou un objet magique).
L'affichage du monde du jeu (dans la fenêtre de gauche) se fait écran par écran, à chaque fois que le joueur déplace son groupe au clavier (avec les touches directionnelles ou en cliquant dans la fenêtre, des icônes indiquant les choix possibles) et « case » par case, le défilement des images se faisant de manière fluide mais imposée (nord, sud, est, ouest).
Les combats se font au tour par tour : à chaque tour, le joueur indique les actions de chacun de ses personnages (attaque, défense, éventuellement fuite, lacement de sort ou utilisation d'un objet) puis, après validation, le jeu gère le tour en cours, indiquant les attaques réussies et les dégâts engendrés, ainsi que les effets divers (sorts, morts, rapprochement des ennemis, etc.). À la fin du combat, un récapitulatif indique les points d'expérience et l'or reçus (pour chaque personnage) ainsi et les éventuels objets trouvés (auparavant en ouvrant un coffre dans les donjons, par la force, par magie, voire en désamorçant les pièges éventuels dessus).
Le joueur peut sauvegarder la progression de son équipe (en retournant à l'Adventurer's Guild) ; s'il oublie de le faire régulièrement (ou si son équipe meurt en explorant la ville), les personnages perdent toute l'expérience et les objets récoltés entre la dernière sauvegarde.
Sur certaines plates-formes, le joueur pouvait importer des personnages précédemment créés dans le jeu Wizardry et/ou Ultima III, ce qui était somme toute révolutionnaire à l'époque.

## Développement
Michael Cranford (en) a mis au point le concept, le design et la programmation de The Bard's Tale et de son successeur (The Bard's Tale II: The Destiny Knight) avec des éléments supplémentaires conçus par Brian Fargo (fondateur d’Interplay) et Roe Adams III. Les graphismes ont été conçus par David Lowery, la musique par Lawrence Holland et le producteur était Joe Ybarra.
Contrairement à la plupart des jeux vidéo de rôle de l’époque, The Bard's Tale n’est pas programmé en BASIC mais en assembleur.

## Accueil

### Ventes
The Bard's Tale a rencontré beaucoup de succès, devenant le jeu de rôle informatique le plus vendu des années 1980 avec 407 000 exemplaires. C’était le premier jeu de rôle informatique non-Wizardry à défier les ventes de la série Ultima, en particulier chez les utilisateurs de Commodore 64 qui ne pouvaient pas jouer à Wizardry (une version Commodore de Wizardry n'est apparue qu'en 1987, avec des graphismes inférieurs à ceux de The Bard's Tale). À la date de 1993, plus d'un million d'exemplaires du jeu avaient été vendus.

### Critiques
| The Bard's Tale |    |       |
| Amiga Computing | US | 84 %  |
| Crash           | US | 86 %  |
| Dragon Magazine | US | 5/5   |
| Gen4            | FR | 94%   |
| Sinclair User   | US | 89 %  |
| Tilt            | FR | 16/20 |
| Your Sinclair   | US | 90 %  |

Le jeu a notamment été introduit dans le Hall of Fame du magazine Computer Gaming World dès sa création en mars 1988. Il est par ailleurs l'une des entrées de l'ouvrage Les 1001 jeux vidéo auxquels il faut avoir joué dans sa vie.

## Postérité

### Suites
À la suite du succès de ce jeu, la compagnie Interplay publie deux suites : The Bard's Tale II: The Destiny Knight (1986) puis The Bard's Tale III: Thief of Fate (1987).

### Édition remastérisée
À la suite de la campagne Kickstarter réussie visant à créer un quatrième épisode de la série (Bard's Tale IV, alias The Bard's Tale, en 2004), la programmeuse Rebecca Heinemann a proposé de créer une version remastérisée du jeu orignal à travers sa société Olde Sküül, pour faire fonctionner le contenu de la trilogie originale sur un ordinateur moderne (au lieu des versions émulées proposées par InXile Entertainment). Après avoir atteint la phase bêta, Olde Sküül et inXile conviennent de transférer le projet à Krome Studios. Krome Studios et inXile publient l'édition remastérisée en 2018 sur PC, réunissant les trois jeux dans la compilation The Bard's Tale Trilogy dès le 14 août 2018, et reçoivent des réponses très positives.
L’édition remastérisée a essentiellement réécrit les jeux originaux, ne gardant que le scénario et la conception du jeu, mais très peu, voire aucun code du jeu d'origine. Les graphismes, le son et l’interface utilisateur ont été mis à jour selon les normes modernes. Divers bugs ont été corrigés et un gameplay unifié faisant autorité a été conçu quand il s'est avéré qu'il y avait des différences significatives, non seulement entre les parties I, II et III de la trilogie originale (comme le nombre de personnages maximum de l'équipe ou les sorts disponibles à différents niveaux, voire inexistants, sur différents épisodes) mais aussi entre les portages du même jeu. Certains contenus ont été ajoutés, notamment des portraits de personnages féminins et des références (sans importance) au récit de Bard's Tale IV.

### Novélisations
Une série de romans basés sur The Bard's Tale a été publiée par Baen Books au cours des années 1990. Bien que les livres aient peu de points communs avec l’histoire des jeux, leur existence témoigne de l’influence de la marque Bard's Tale. Ils comprennent :
1. Castle of Deception, de Mercedes Lackey et Josepha Sherman (1992,  (ISBN 0-671-72125-9))
2. Fortress of Frost and Fire, de Mercedes Lackey et Ru Emerson (1993,  (ISBN 0-671-72162-3))
3. Prison of Souls, de Mercedes Lackey et Mark Shepherd (1994,  (ISBN 0-671-72193-3))
4. The Chaos Gate, de Josepha Sherman (1994,  (ISBN 0-671-87597-3))
5. Thunder of the Captains, de Holly Lisle et Aaron Allston (1996,  (ISBN 0-671-87731-3))
6. Wrath of the Princes, de Holly Lisle et Aaron Allston (1997,  (ISBN 0-671-87771-2))
7. Escape from Roksamur, de Mark Shepherd (1997,  (ISBN 0-671-87797-6))
8. Curse of the Black Heron, de Holly Lisle (1998,  (ISBN 0-671-87868-9))

Bien qu'ils soient répertoriés ici dans leur ordre de publication, certains livres de la série se connectent plus que d'autres, tels que Castle of Deception et The Chaos Gate, Prison of Souls et Escape from Roksamur, et enfin Thunder of the Captains et Wrath of the Princes.